# Vjerka Serdjučka
Vjerka Serdjučka (in ucraino Вєрка Сердючка?), pseudonimo di Andrij Mychajlovyč Danylko (in ucraino Андрій Михайлович Данилко?; Poltava, 2 ottobre 1973), è un cantante ucraino, noto per aver rappresentato l'Ucraina all'Eurovision Song Contest 2007 con Dancing Lasha Tumbai, tratto dall'album Dancing Europe e classificatosi in 2ª posizione.

## Biografia
Nel 2016 è stata ufficializzata la sua partecipazione tra i giudici della selezione nazionale ucraina per l'Eurovision Song Contest e del talent show X Factor Ucraina.
Durante la serata finale dell'Eurovision Song Contest 2019, si sono esibiti quattro ex concorrenti delle passate edizioni dell'Eurovision Song Contest, tra cui Verka Serduchka, che partecipò all’edizione del 2007 che si svolse a Helsinki, classificandosi al secondo posto.
Il 12 dicembre 2019 viene pubblicato per il download digitale e trasmesso in rotazione radiofonica il singolo Make It Rain Champagne.
Nel 2023, si esibì nuovamente durante la serata finale dell'Eurovision Song Contest 2023.

## Discografia

### Album in studio
- 2003 – Cha-ra-šo!
- 2003 – Čita Drita
- 2006 – Tralli-Valli
- 2008 – Doremi Doredo

### EP
- 1998 – Ja roždena dlya ljubvi
- 2020 – Sexy

### Raccolte
- 2002 – Neizdannoe
- 2004 – Ženicha Chotela. Neizdannoe
- 2007 – Dancing Europe
- 2008 – The Best
- 2017 – Vsё budey chorošo (The Best of Verka Serduchka)

### Colonne sonore
- 2001 – Večera na chutore bliz Dikan'ki
- 2002 – Zoluška
- 2003 – Snežnaja Koroleva
- 2003 – Bezumnyj den', ili Ženit'ba Figaro
- 2004 – Za dvumja zajcami
- 2004 – Soročinskaja Jarmarka
- 2015 – Spy (Original Motion Picture Soundtrack)

### Opere audiovisive
- 2005 – Posle tebja... (come Andrij Danylko)

### Singoli
- 2003 – Novogodnjaja
- 2004 – Sumasšedšaja semejka (feat. Alla Pugačëva)
- 2004 – Ženicha chotela (feat. Glukoza)
- 2004 – Tuk, tuk, tuk
- 2004 – Jolki
- 2005 – Ja popala na ljubov'
- 2005 – Sama sebe
- 2005 – Tralli-Valli
- 2006 – Chorošo krasavicam
- 2006 – A ja smejus
- 2006 – Beri vsyo
- 2007 – Dancing Lasha Tumbai
- 2008 – Kiss Please
- 2008 – Doremi
- 2008 – Evro Vision Queen
- 2008 – Leti na svet (feat. El Kravčuk)
- 2010 – Dolče Gabbana
- 2011 – Smajlik
- 2012 – #switter
- 2014 – Gidropark
- 2019 – Make It Rain Champagne
- 2020 – Swedish Lullaby
- 2021 – Wild Christmas
- 2022 – Je propozycija
- 2022 – #Moskal'_nekrasivyj (con Jerry Heil)